# Huélaga
Huélaga es un municipio y pueblo de la provincia de Cáceres, comunidad autónoma de Extremadura (España).
Está situada en las vegas del Alagón, a las faldas de la sierra de Gata, al norte de la provincia de Cáceres (España). Es su enclave entre ríos y sus afluentes lo que la convierte en un paraje de singular belleza, dotado de las tierras más fértiles de las vegas de Coria.

## Geografía física

### Localización
El término municipal de Huélaga limita con:
- Gata al norte;
- Casas de Don Gómez al sur;
- Calzadilla al este;
- Moraleja al oeste.

### Hidrografía
Está bañada por las aguas del Árrago y del Galapagar y está muy cercana al embalse del Borbollón. 

### Clima
Sus inviernos son fríos con bastantes heladas y los veranos son suaves.

## Historia
A la caída del Antiguo Régimen la localidad se constituye en municipio constitucional en la región de Extremadura, partido judicial de Coria que en el censo de 1842 contaba con 30 hogares y 164 vecinos.

## Demografía
Huélaga cuenta con una población de 205 habitantes (INE 2024).
| Gráfica de evolución demográfica de Huélaga entre 1842 y 2021                                                       |
| |
| Población de derecho según los censos de población del INE Población de hecho según los censos de población del INE |

## Economía
Economía eminentemente agrícola y ganadera.
Bañada por las aguas del Árrago, el Patana y el Galapagar y cercano al embalse del Borbollón, en sus fértiles orillas predomina la agricultura de regadío,
en sus huertas se cultivan árboles frutales, verduras y hortalizas, además de los grandes maizales o las destacadas plantaciones de tabaco y algodón que son las más importantes de la región. Los grandes secaderos destinados al tabaco de ladrillo visto predominan en el paisaje agrario de sus tierras.

## Transportes
Por Huélaga pasan o se inician las siguientes carreteras:
| Carretera                          | Lugar de entrada al pueblo | Lugares a los que va                                             |
| ---------------------------------- | -------------------------- | ---------------------------------------------------------------- |
| CC-103 Avenida del Príncipe Felipe | Oeste de la localidad      | Lleva a Moraleja.                                                |
| Avenida de Extremadura             | Sur de la localidad        | Lleva a la EX-109, desde donde se puede ir a Moraleja o a Coria. |
| Camino de Casas Rubio              | Este de la localidad       | Lleva a Calzadilla.                                              |

## Patrimonio
Apenas tiene patrimonio histórico debido a que la iglesia parroquial católica, construida en estilo barroco fue derruida en la década de los 60. Asimismo posee una solariega casona señorial situada en la plaza de San Pedro de piedra encalada y con hermosa balconada enrejada de yeso blanco del siglo XVIII, perteneciente a una aristocrática y acaudalada familia de la región. En la plaza de San Pedro hay además una cruz medieval.

## Festividades
Algunas de sus fiestas más importantes son las de San Pedro Advincula o San Periquín, cuya imagen se encuentra en la iglesia local de escaso interés artístico. Las fiestas de San Periquín duran 3 días: 31 de julio, 1 y 2 de agosto. Se realizan encierros taurinos las tardes del 1 y 2 de agosto. También es una fiesta importante la romería de la Virgen del Rosario, en el tercer sábado de mayo.